# Fifty Shades - I mørket (film)
Fifty Shades - I mørket (originaltitel: Fifty Shades Darker) er en amerikansk erotisk-romantisk dramafilm fra 2017, filmen er instrueret af James Foley og skrevet af Niall Leonard, baseret på bogen Fifty Shades – I mørket af E.L. James. Den er en efterfølger til Fifty Shades of Grey fra 2015. Filmen har Dakota Johnson og Jamie Dornan i hovedrollerne som Anastasia Steele og Christian Grey.

## Medvirkende
- Jamie Dornan som Christian Grey
- Dakota Johnson som Anastasia Steele
- Kim Basinger som Elena Lincoln
- Luke Grimes som Elliot Grey
- Eloise Mumford som Kate
- Eric Johnson som Jack Hyde
- Bella Heathcote som Leila Williams
- Jennifer Ehle som Carla
- Hugh Dancy som Dr. John Flynn
- Marcia Gay Harden som Grace Trevelyan-Grey
- Max Martini som Taylor
- Tyler Hoechlin som Boyce Fox